# El Tremolar
El Tremolar és una caseria del municipi d'Alfafar (Horta Sud), envoltat d'horta i unit a l'Albufera per una canal que fa d'embarcador. Està situat a uns 4 km d'Alfafar i és un nucli urbà format junt a la carretera que va de Castellar i l'Oliveral a Pinedo, a l'est del terme municipal i al sud-est del nucli urbà del Castellar i l'Oliveral, amb 76 habitants censats el 2006. Les seues terres són regades per la séquia del Tremolar o de l'Or.
El poblet del Tremolar, situat a la fi de la canal del Tremolar, està travessat de sud-oest a nord-oest per la séquia de l'Or, es troba envoltat per minifundis d'horta regats amb l'aigua d'esta séquia, que abans es proveïa de l'últim assut del riu Túria, molt prop del camí de les Moreres i que actualment s'alimenta de la depuradora d'aigües residuals de Pinedo.
La séquia del Vall travessa la carretera del Castellar a Pinedo i posa fi al terme d'Alfafar en les últimes cases del Tremolar, a l'esquerra, es troba la carrera d'En Corts tallada per la nova llera del riu Túria, que abans de la seua construcció arribava fins al tram que passa per davant de Mercavalència. Des de la Carrera es pot observar la gran i omnipresent mole dels contenidors d'una empresa de serveis del port de València.
El rústic embarcador o port del Tremolar usat històricament com a mitjà de transport i també de supervivència, era la primera parada de la barca correu del Ravatxol que feia la seua travessia diària per a proveir al Palmar amb queviures, transport de mercaderies i viatgers. Als costats de la canal es poden vore bastants barraques i casetes típiques valencianes entre eres i arrossars junt a les barques del port, que es va distingir per l'activitat agrícola al voltant del cultiu de l'arròs.
Fins fa uns quants anys, no era difícil vore, el tràfec de les colles de plantadors, segadors, carregadors i descarregadors de barques i arròs, jornalers de les eres i trilladores, en èpoques no tan pretèrites, al llarg del curt espai de menys de mig quilòmetre d'esta via fluvial que permetia l'accés a una gran majoria dels camps d'arròs del terme alfafarenc, amb les barques de vela llatina, a penja-robes i a motor, que van donar una esplendor econòmica a la gent del Tremolar i d'Alfafar. Encara queden barques de tots els aficionats a esta navegació i un calafater, constructor artesanal de barques, que va heretar i traspassar el seu ofici als seus fills.
En direcció cap a Pinedo es veuen a la dreta les escoletes del Tremolar, edifici de maons rojos dels anys seixanta actualment condicionat com a lloc de trobada dels veïns del Tremolar i de les pedanies properes del terme de València. El Tremolar, històricament, centre del marquesat del Tremolar, no ha crescut per les seues limitacions físiques, la seua existència ja remota, basada en la pesca i l'agricultura, suficient per subsistir però incompleta per a qui tenint la ciutat tan a prop i al seu abast, van emigrar del poble cap a Benetússer, Alfafar o València a la recerca d'un benestar per als seus fills.